# Senyoria de Mello
La senyoria de Mello fou una jurisdicció feudal de l'Oise a la Picardia.
El primer senyor conegut fou Gilbert I de Mello que apareix en una carta anterior al 1106 i que se sap que vivia el 1084. Va deixar quatre fills, i Ivó el va succeir a la senyoria, però havia mort el 1106 i el va succeir el seu germà Dreux I casat amb Riquilda de Clermont, fill d'Hug comte de Clermont-en-Beauvaisis. Va morir vers 1117. Els senyors de Mello descendeixen d'Hug.
Un germà d'Hug, Aubry (es diu que va morir abans que el pare, però això sembla destinat a explicar perquè no va succeir a Mello, quan en realitat la causa seria que no era el fill gran) es va casar amb Aelis, Adela o Adelaida vers 1075. Es creu que era Adela senyora de Bulles, filla d'Hug I comte de Dammartin, que després es va casar en segones noces amb Lancelí II de Beauvais. Aelis o Adela hauria succeït al seu pare el 1105; Aubry hauria mort realment vers el 1112 i, per tant, hauria estat comte uxori durant sis o set anys; la seva dona va morir el 1139; potser ja abans de morir va deixar pas al seu successor, un fill d'Adela i Aubri I, anomenat Aubri II, que devia ser molt jove el 1112 doncs va morir el 1183. Per aquesta branca vegeu: Comtat de Dammartin. Aquesta branca va originar la branca dels Melló de Dammartin comtes de Ponthieu. Vegeu comtat de Ponthieu.
La branca de senyors de Mello va continuar amb Dreux II, fill de Dreux I, mort el 1136 que fou el pare de Dreux III mort el 1153. El successor fou el seu fill Dreux IV esmentat vers 1191, casat amb Ermengarda, filla de Dreux de Roucy, i pares de Guillem I mort el 1248 casat amb Elisabet filla d'Hug II de Mont St. Jean. La sucecssió va passar a la seva filla Margarita, casada amb un Guillem de Villehardouin senyor de Lezinnes. La senyoria de Mello es va unir a la de Lezinnes (vegeu Villehardouin).

## Llista de senyors
- Gilbert vers 1084
- Ives abans de 1106
- Dreux I vers 1106-1117
- Dreux II 1117-1136
- Dreux III 1136-1153
- Dreux IV 1153-1191
- Guillem I 1191-1248
- Margarita 1248
- Guillem II (Guillem de Villehardouin senyor de Lezinnes)